# 梁偉鏗
梁 偉鏗（りょう いこう、リャン・ウェイケン、英: Liang Weikeng、2000年11月30日 - ）は、中華人民共和国の男子バドミントン選手。BWF世界ランキング最高位は1位。2024年パリオリンピックの銀メダリスト。

## 経歴

### ジュニア時代
商亦辰とペアを組み、世界ジュニア選手権で銅メダルを獲得。アジアユースU19選手権では、決勝で同胞の王昶 / 邸子健ペアに敗れて準優勝となった。

### 2022年
しばらく期間が空いた2022年から、王昶とペアを組み、同年6月のインドネシア・マスターズでは早くも決勝まで駒を進める。しかし決勝でインドネシアのファジャル・アルフィアン / ムハマド・リアン・アルディアントペアに敗れ、準優勝となる。しかしその3ヶ月後のジャパン・オープンで、決勝でデンマークペアを下して優勝を果たす。

### 2023年
年明け最初の大会であるマレーシア・オープンでは、準決勝でサトウィクサイラジ・ランキレッディ / チラグ・シェッティを破り決勝に進むも、ファジャル・アルフィアン / ムハマド・リアン・アルディアントに敗れ、ワールドツアースーパー1000のタイトルを逃した。しかし1週間後のインド・オープンでは2週連続で決勝に進出し、第3シードのアーロン・チア / ソー・ウーイックを破り優勝を果たした。
3月の全英オープンでは、準決勝で第3シードのモハマド・アッサン / ヘンドラ・セティアワンと15-21, 21-19, 27-29に及ぶ激戦の末、敗れて3位となった。
5月のスディルマン杯では、中国代表チームの第2ダブルスとして出場し、中国チームの優勝に貢献した。また、2週間後のタイ・オープンでは、インドネシアのペアを3試合連続で破って優勝した。
6月のシンガポール・オープンでは、前週に続き連続で決勝に進出。しかし決勝で保木卓朗 / 小林優吾に敗れ準優勝となる。翌週のインドネシア・オープンでは、準々決勝でプラムデャ・クスマワルダナ / イェレミア・ランビタンにファイナルで敗れて敗退した。
8月の世界選手権では、準決勝まで駒を進めるも、キム・アストルプ / アンダース・スカールプ・ラスムセンに21-17, 18-21, 19-21と、ファイナル2点差の接戦で敗れ敗退。決勝進出はならなかったが、初出場にして世界選手権銅メダルを獲得する結果となった。
9月の中国オープンでは、準決勝で保木卓朗 / 小林優吾に21-16, 20-22, 22-20とファイナルデュースの接戦を勝利し、シンガポール・オープンのリベンジを果たす。決勝ではアーロン・チア / ソー・ウーイックをストレートで下し優勝。ワールドツアースーパー1000初のタイトル獲得となった。

#### 世界ランク1位達成
10月31日更新のBWF世界ランキングで、サトウィクサイラジ・ランキレッディ / チラグ・シェッティを抜いて1位に上り詰めた。22歳にして、ペア結成から約1年5ヶ月ほどで世界ランク1位を達成した。
11月の中国マスターズでは、決勝で第1シードのサトウィクサイラジ・ランキレッディ / チラグ・シェッティに21-19, 18-21, 21-19 で勝利し、第2シードから優勝した。
12月のBWFワールドツアーファイナルズでは、グループリーグを2位通過し、準決勝でファジャル・アルフィアン / ムハマド・リアン・アルディアントを破って決勝に進出。決勝では韓国の姜敏赫 / 徐承宰に敗れ準優勝となった。

### 2024年
4月のアジア選手権では、決勝でゴー・ジーフェイ / ヌル・イズディンを破って優勝し、金メダルを獲得した。

## 成績

### 世界選手権
| 年   | 開催地         | パートナー | 対戦相手                                            | スコア              | 結果 |
| ---- | -------------- | ---------- | --------------------------------------------------- | ------------------- | ---- |
| 2023 | コペンハーゲン | 王昶       | キム・アストルプ アンダース・スカールプ・ラスムセン | 21-17, 18-21, 19-21 | ３位 |

### アジア選手権
| 年   | 開催地 | パートナー | 対戦相手                          | スコア              | 結果 |
| ---- | ------ | ---------- | --------------------------------- | ------------------- | ---- |
| 2024 | 寧波   | 王昶       | ゴー・ジーフェイ ヌル・イズディン | 21-17, 15-21, 21-10 | 優勝 |

### BWFワールドツアー
| 年   | 大会                          | レベル                        | パートナー | 対戦相手                                                  | スコア              | 結果   |
| ---- | ----------------------------- | ----------------------------- | ---------- | --------------------------------------------------------- | ------------------- | ------ |
| 2024 | インドネシア・オープン        | スーパー1000                  | 王昶       | マン・ウェイチョン ティー・カイウン                       | 19-21, 21-16, 21-12 | 優勝   |
| 2024 | マレーシア・オープン          | スーパー1000                  | 王昶       | サトウィクサイラジ・ランキレッディ チラグ・シェッティ     | 9-21, 21-18, 21-17  | 優勝   |
| 2023 | BWFワールドツアーファイナルズ | ファイナルズ （スーパー1000） | 王昶       | 姜敏赫 徐承宰                                             | 17-21, 20-22        | 準優勝 |
| 2023 | 中国マスターズ                | スーパー750                   | 王昶       | サトウィクサイラジ・ランキレッディ チラグ・シェッティ     | 21-19, 18-21, 21-19 | 優勝   |
| 2023 | 中国オープン                  | スーパー1000                  | 王昶       | アーロン・チア ソー・ウーイック                           | 21-12, 21-14        | 優勝   |
| 2023 | シンガポール・オープン        | スーパー750                   | 王昶       | 保木卓朗 小林優吾                                         | 13-21, 18-21        | 準優勝 |
| 2023 | タイ・オープン                | スーパー500                   | 王昶       | ムハマド・ショヒブル・フィクリ バガス・マウラナ           | 21-10, 21-15        | 優勝   |
| 2023 | 全英オープン                  | スーパー1000                  | 王昶       | モハマド・アッサン ヘンドラ・セティアワン                 | 15-21, 21-19, 27-29 | ３位   |
| 2023 | インド・オープン              | スーパー750                   | 王昶       | アーロン・チア ソー・ウーイック                           | 14-21, 21-19, 21-18 | 優勝   |
| 2023 | マレーシア・オープン          | スーパー1000                  | 王昶       | ファジャル・アルフィアン ムハマド・リアン・アルディアント | 18-21, 21-18, 13-21 | 準優勝 |
| 2022 | ジャパン・オープン            | スーパー750                   | 王昶       | キム・アストルプ アンダース・スカールプ・ラスムセン       | 21–18, 13-21, 21-17 | 優勝   |